# The Mad Gear and Missile Kid
The Mad Gear and Missile Kid es un EP de una banda ficticia homónima creada por el grupo estadounidense My Chemical Romance. El EP se lanzó como parte de California 2019, la edición especial de Danger days: the true lives of the Fabulous Killjoys (2010), el cuarto álbum de estudio de My Chemical Romance.
El guitarrista Frank Iero contó a MTV que The Mad Gear and Missile Kid «es básicamente lo que los Killjoys están escuchando en el automóvil mientras tienen esos tiroteos». Gerard Way declaró su deseo de crear un álbum completo de The Mad Gear and Missile Kid, con unas once canciones.

## Lista de canciones
| N.º  | Título                          | Duración |  |
| 1.   | «F.T.W.W.W.»                    | 2:27     |  |
| 2.   | «Mastas of Ravenkroft»          | 1:44     |  |
| 3.   | «Black Dragon Fighting Society» | 1:37     |  |
| 5:48 |                                 |          |  |